# Pembroke (Ontario)

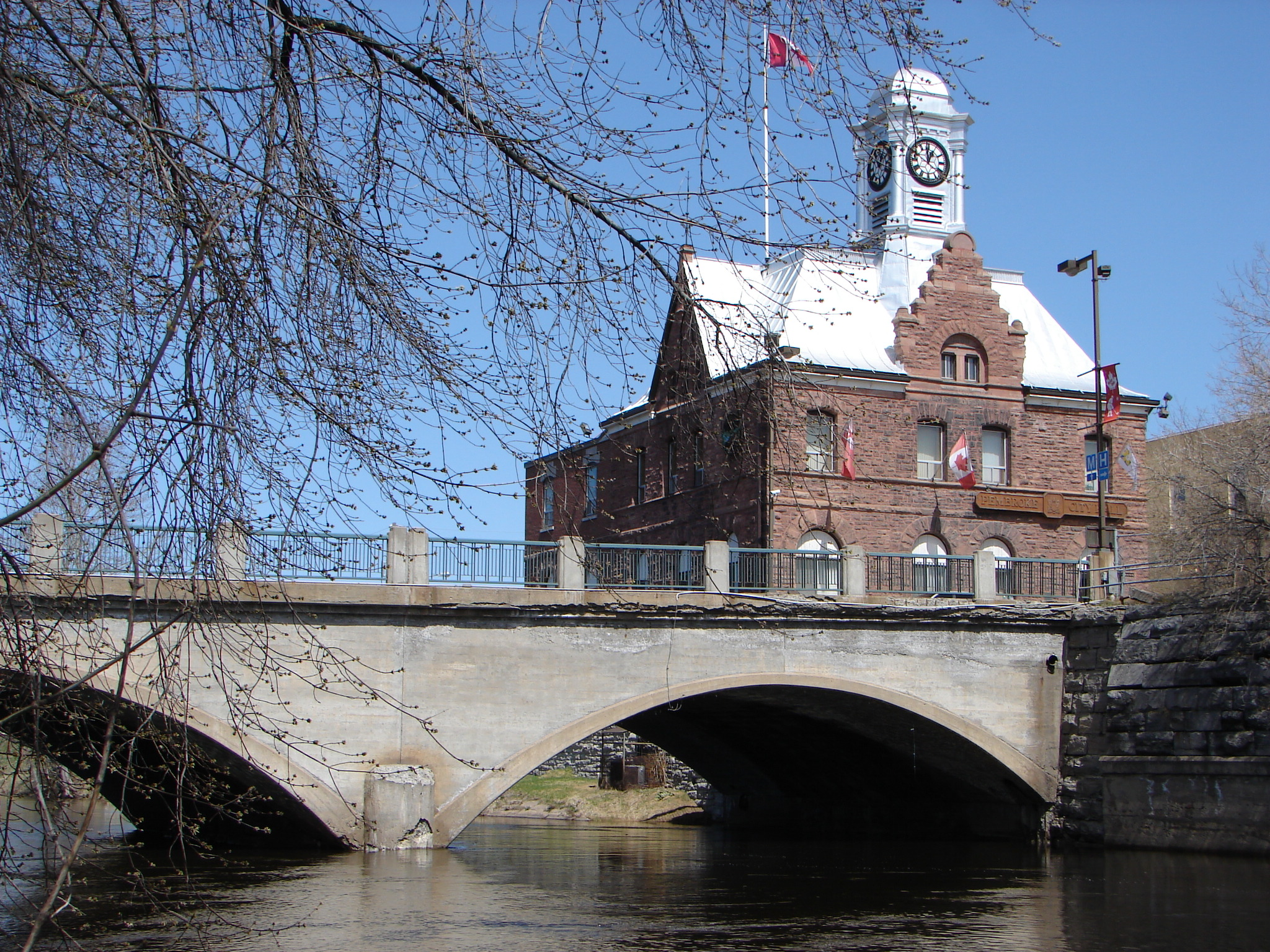
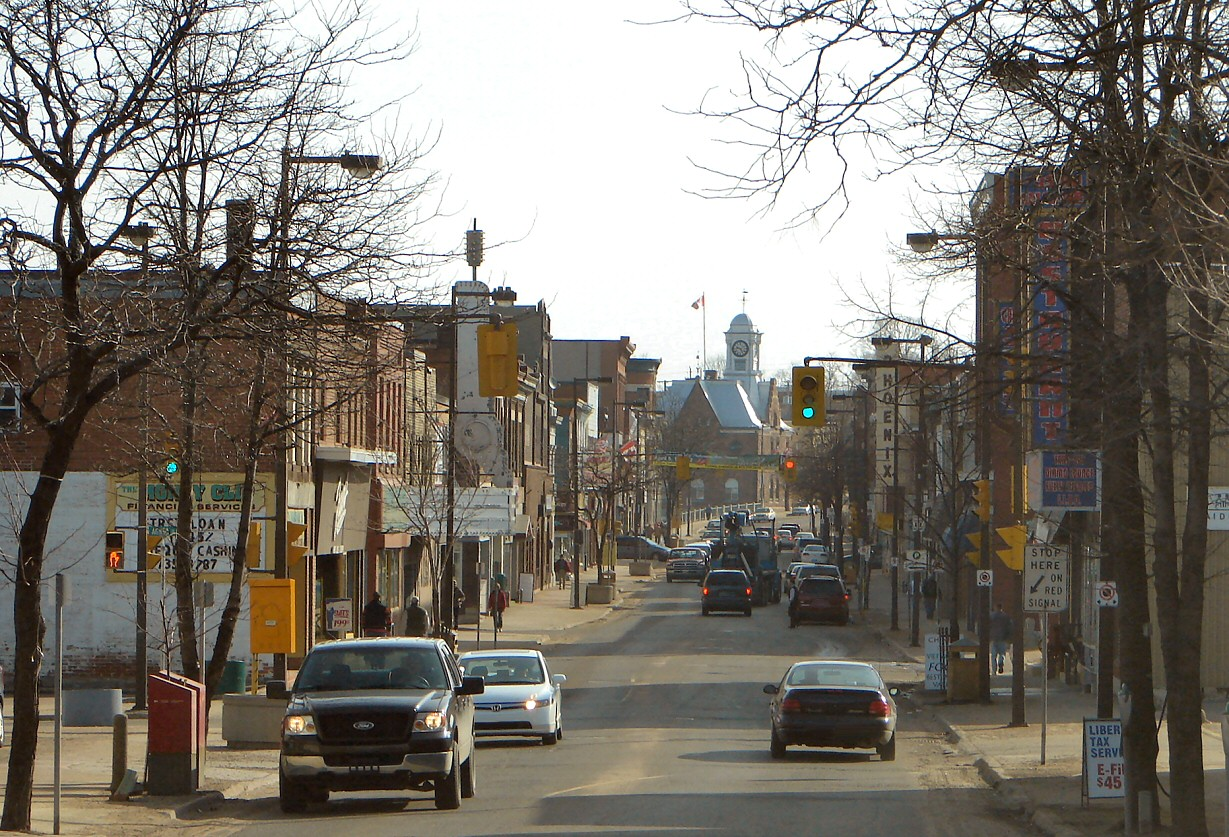

Pembroke – miasto (ang. city) w Kanadzie, w prowincji Ontario, w hrabstwie Renfrew.
Powierzchnia Pembroke to 14,35 km².
Według danych spisu powszechnego z roku 2001 Pembroke liczy 13 490 mieszkańców (940,07 os./km²).